# Trans-Am Series

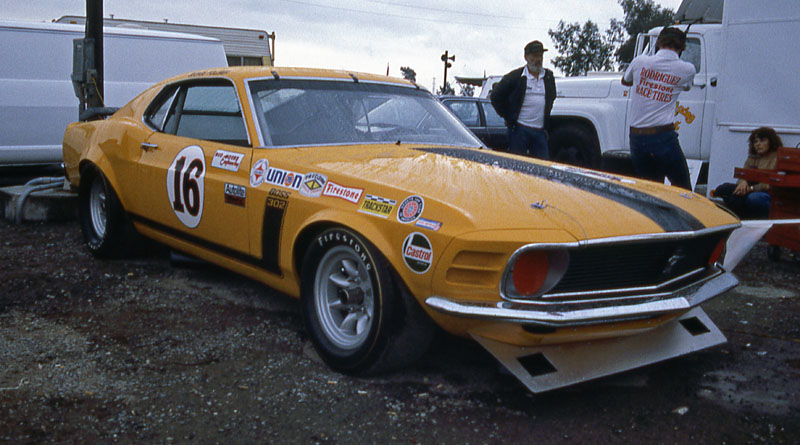
Ford Mustang del piloto George Follmer y el equipo de Bud Moore de la temporada 1970 de la Trans-Am.

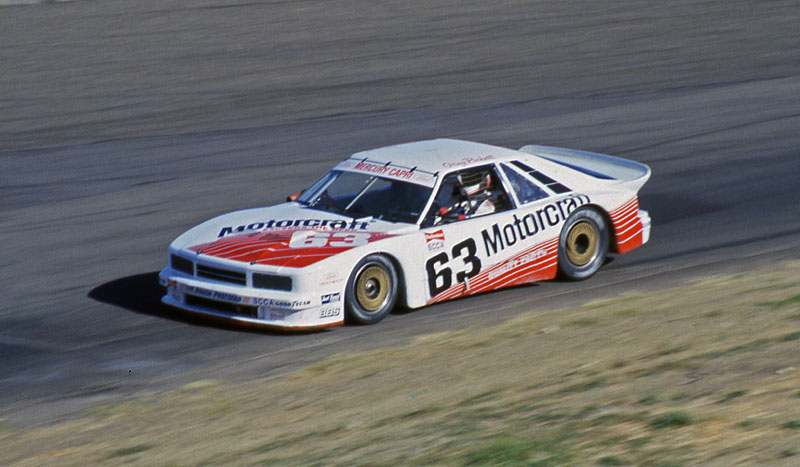
Mercury Capri de Greg Pickett en la fecha de Sears Point de la Trans-Am 1984.

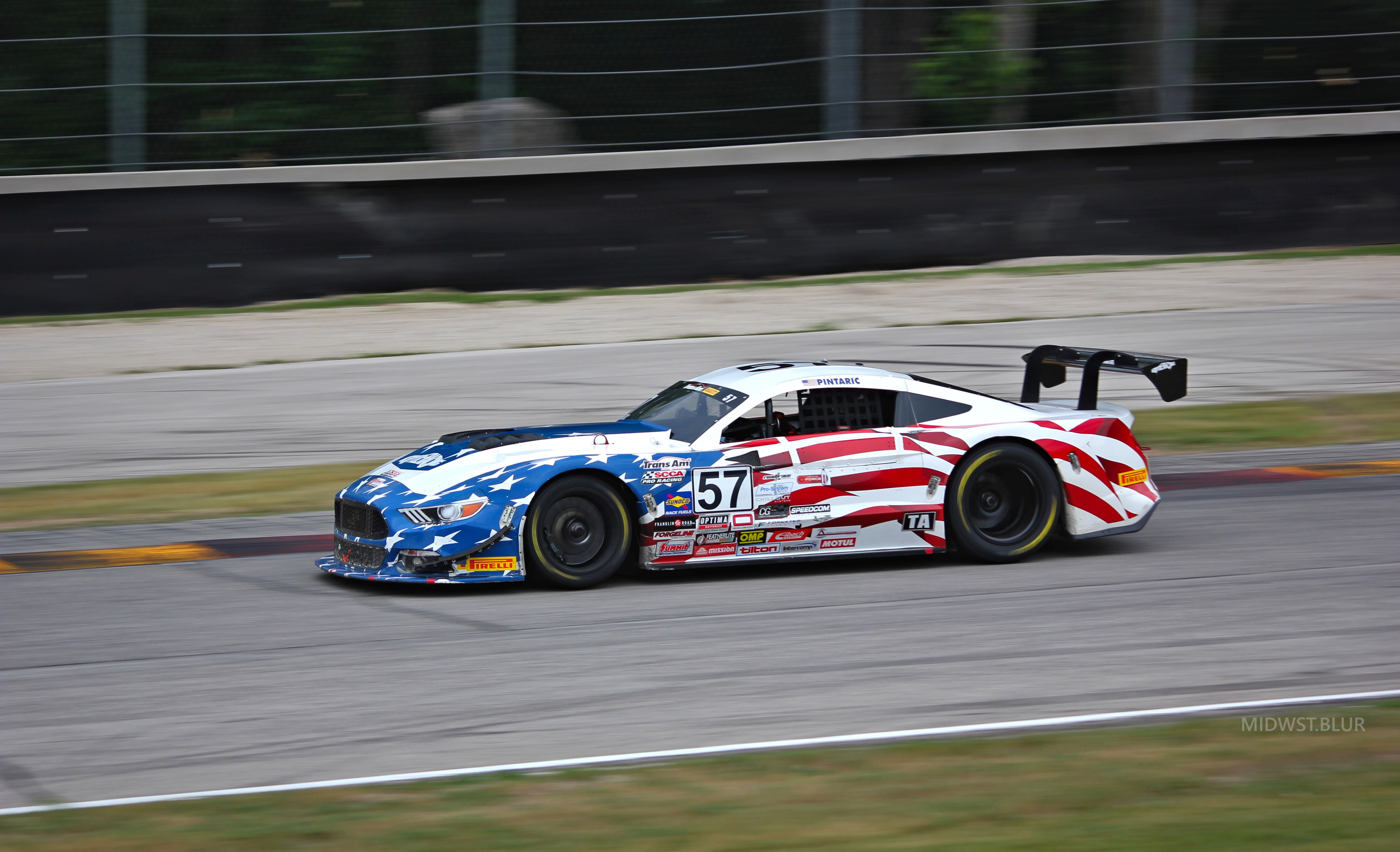
Ford Mustang en Road America de la Trans-Am 2022.

La Trans-Am Series es un campeonato de automovilismo de velocidad disputado con gran turismos en Estados Unidos desde el año 1966. Organizada por el Sports Car Club of America, a lo largo de los años fue variando su reglamento y relevancia en el automovilismo norteamericano.
En sus inicios, la Trans-Am usaba el reglamento técnico Grupo 2 de la FIA para automóviles de producción, dividido en dos clases: Hasta 2 litros, para automóviles europeos y japoneses, y Más de 2 litros, para "pony cars" estadounidenses de hasta 5,0 litros de cilindrada como los Chevrolet Camaro, Dodge Challenger, Ford Mustang, Mercury Cougar, Plymouth Barracuda y Pontiac Firebird. A fines de la década de 1960, la clase mayor contaba con equipos oficiales de las marcas estadounidenses, y vivió un enfrentamiento entre Mark Donohue de Chevrolet y Parnelli Jones de Ford. Las dos carreras de resistencia más importantes de Estados Unidos, las 24 Horas de Daytona y las 12 Horas de Sebring, fueron puntuables para la Trans-Am en 1968.
En 1973, la Trans-Am dejó los automóviles de producción por los siluetas tubulares. A diferencia del Campeonato IMSA GT, que se dedicó a atraer fabricantes de deportivos de altas prestaciones, la Trans-Am continuó fomentando la presencia de los deportivos estadounidenses tradicionales. En 1976, agregó una segunda categoría para los reglamentos Grupo 4 y Grupo 5 de la FIA. En esa época, el equipo del grupo Ford, Roush Racing, comenzó a usar motores de cuatro cilindros con turbocompresor, en tanto que Chevrolet continuó usando los V8 de alta cilindrada.
La Trans-Am tuvo apenas dos fechas en 2006, tras lo cual se dejó de disputar. El SCCA revivió la categoría en 2009, con varias clases de automóviles que combinan prototipos tubulares y automóviles de producción. Desde entonces, disputa carreras junto con otras categorías del SCCA y como telonera de torneos como la American Le Mans Series y la Grand-Am.
La versión de altas prestaciones del automóvil deportivo Pontiac Firebird se llama Trans Am en referencia al campeonato.

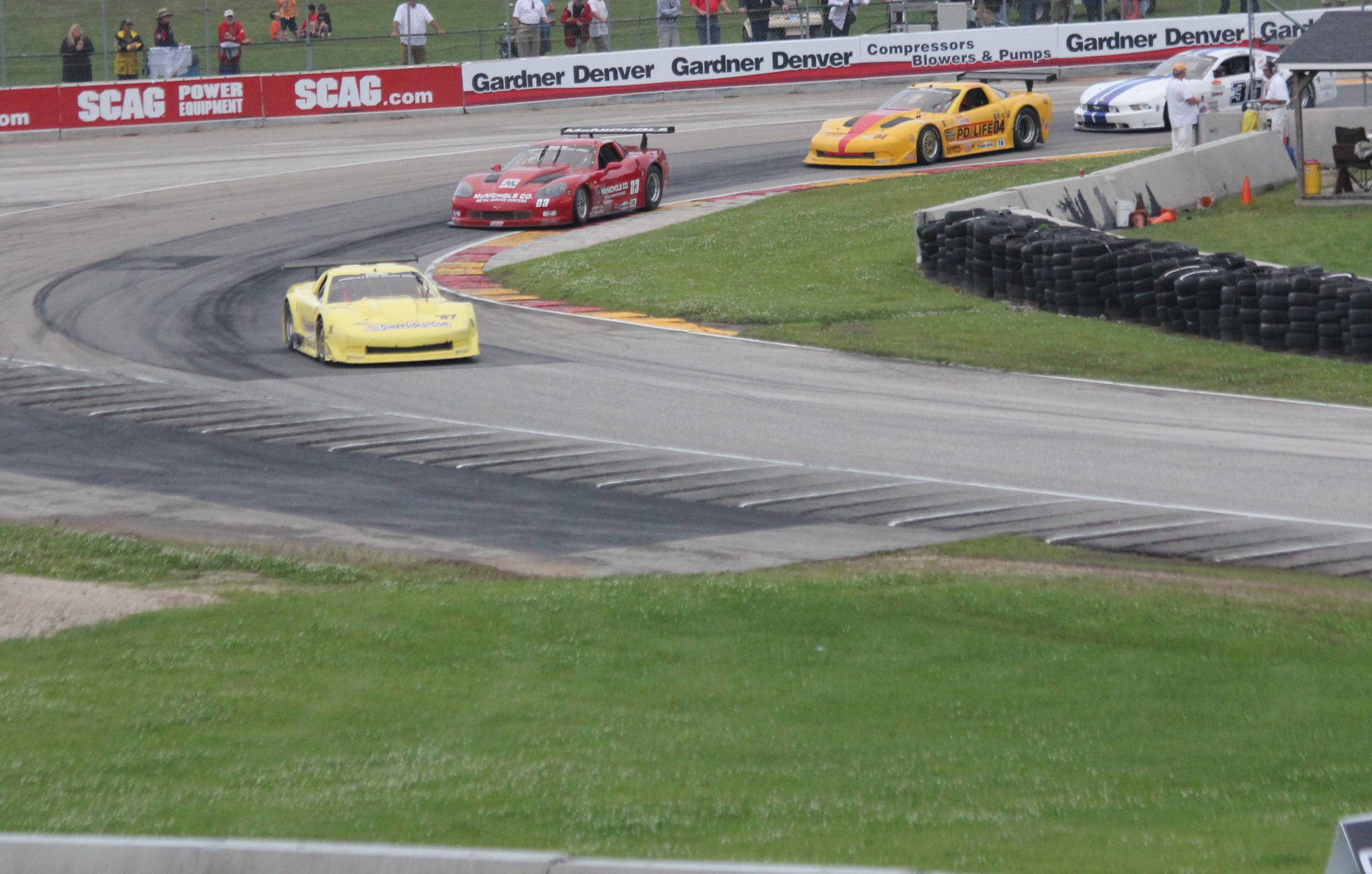
Trans-Am en el Road America en 2014.

## Campeones
Hasta 1971, la Trans-Am fue un campeonato de constructores. En 1972 se añadió un título para pilotos.
| Año       | Constructores           | Pilotos                                 | Pilotos                            | Pilotos                            |
| Año       | Constructores           | Piloto                                  | Automóvil                          | Equipo                             |
| --------- | ----------------------- | --------------------------------------- | ---------------------------------- | ---------------------------------- |
| 1966      | +2L: Ford               | No se entregó el título de pilotos      | No se entregó el título de pilotos | No se entregó el título de pilotos |
| 1966      | -2L: Alfa Romeo         | No se entregó el título de pilotos      | No se entregó el título de pilotos | No se entregó el título de pilotos |
| 1967      | +2L: Ford               | No se entregó el título de pilotos      | No se entregó el título de pilotos | No se entregó el título de pilotos |
| 1967      | -2L: Porsche            | No se entregó el título de pilotos      | No se entregó el título de pilotos | No se entregó el título de pilotos |
| 1968      | +2L: Chevrolet          | No se entregó el título de pilotos      | No se entregó el título de pilotos | No se entregó el título de pilotos |
| 1968      | -2L: Porsche            | No se entregó el título de pilotos      | No se entregó el título de pilotos | No se entregó el título de pilotos |
| 1969      | +2L: Chevrolet          | No se entregó el título de pilotos      | No se entregó el título de pilotos | No se entregó el título de pilotos |
| 1969      | -2L: Porsche            | No se entregó el título de pilotos      | No se entregó el título de pilotos | No se entregó el título de pilotos |
| 1970      | +2L: Ford               | No se entregó el título de pilotos      | No se entregó el título de pilotos | No se entregó el título de pilotos |
| 1970      | -2L: Alfa Romeo         | No se entregó el título de pilotos      | No se entregó el título de pilotos | No se entregó el título de pilotos |
| 1971      | +2.5L: American Motors  | No se entregó el título de pilotos      | No se entregó el título de pilotos | No se entregó el título de pilotos |
| 1971      | -2.5L: Datsun           | No se entregó el título de pilotos      | No se entregó el título de pilotos | No se entregó el título de pilotos |
| 1972      | +2.5L: American Motors  | +2.5L: George Follmer                   | AMC Javelin                        | Roy Woods                          |
| 1972      | -2.5L: Datsun           | -2.5L: John Morton                      | Datsun 510                         | Brock Enterprises                  |
| 1973      | Chevrolet               | Peter Gregg                             | Porsche 911                        | Brumos Porsche                     |
| 1974      | Porsche                 | Peter Gregg                             | Porsche 911                        | Brumos Porsche                     |
| 1975      | Chevrolet               | John Greenwood                          | Chevrolet Corvette                 | John Greenwood                     |
| 1976      | Cat. 1: American Motors | Cat. 1: Jocko Maggiacomo                | AMC Javelin                        | Jocko's                            |
| 1976      | Cat. 2: Porsche         | Cat. 2: George Follmer                  | Porsche 934                        | Vasek Polak                        |
| 1977      | Cat 1: Porsche          | Cat 1: Bob Tullius                      | Jaguar XJS                         | Group 44                           |
| 1977      | Cat 2: Porsche          | Cat 2: Ludwig Heimrath                  | Porsche 934                        | Heimrath                           |
| 1978      | Cat 1: Jaguar           | Cat 1: Bob Tullius                      | Jaguar XJS                         | Group 44                           |
| 1978      | Cat 2: Chevrolet        | Cat 2: Greg Pickett                     | Chevrolet Corvette                 | Pickett                            |
| 1979      | Cat 1: Chevrolet        | Cat 1: Gene Bothello                    | Chevrolet Corvette                 | FEMSA/Kennedy                      |
| 1979      | Cat 2: Porsche          | Cat 2: John Paul Sr.                    | Porsche 935                        | John Paul Sr.                      |
| 1980      | Chevrolet               | John Bauer                              | Porsche 911                        | Larry Green                        |
| 1981      | Chevrolet               | Eppie Wietzes                           | Chevrolet Corvette                 | Swiss Chalet                       |
| 1982      | Pontiac                 | Elliott Forbes-Robinson                 | Pontiac Firebird                   | Huffaker                           |
| 1983      | Chevrolet               | David Hobbs                             | Chevrolet Camaro                   | DeAtley Motorsports                |
| 1984      | Lincoln-Mercury         | Tom Gloy                                | Mercury Capri                      | Lane Sports                        |
| 1985      | Lincoln-Mercury         | Wally Dallenbach, Jr.                   | Mercury Capri                      | Roush                              |
| 1986      | Chevrolet               | Wally Dallenbach, Jr.                   | Chevrolet Camaro                   | Selix/Protofab                     |
| 1987      | Lincoln-Mercury         | Scott Pruett                            | Merkur XR4Ti                       | Roush                              |
| 1988      | Audi                    | Hurley Haywood                          | Audi 200                           | Audi                               |
| 1989      | Ford                    | Dorsey Schroeder                        | Ford Mustang                       | Roush                              |
| 1990      | Chevrolet               | Tommy Kendall                           | Chevrolet Beretta                  | Spice                              |
| 1991      | Chevrolet               | Scott Sharp                             | Chevrolet Camaro                   | Jim Miller                         |
| 1992      | Chevrolet               | Jack Baldwin                            | Chevrolet Camaro                   | MTI                                |
| 1993      | Chevrolet               | Scott Sharp                             | Chevrolet Camaro                   | American Equipment                 |
| 1994      | Ford                    | Scott Pruett                            | Chevrolet Camaro                   |                                    |
| 1995      | Chevrolet               | Tommy Kendall                           | Ford Mustang                       | Roush                              |
| 1996      | Ford                    | Tommy Kendall                           | Ford Mustang                       | Roush                              |
| 1997      | Ford                    | Tommy Kendall                           | Ford Mustang                       | Roush                              |
| 1998      | Chevrolet               | Paul Gentilozzi                         | Chevrolet Camaro                   | Rocketsports                       |
| 1999      | Ford                    | Paul Gentilozzi                         | Ford Mustang                       | Rocketsports                       |
| 2000      | Qvale                   | Brian Simo                              | Qvale Mangusta                     |                                    |
| 2001      | Jaguar                  | Paul Gentilozzi                         | Jaguar XK                          | Rocketsports                       |
| 2002      | Ford                    | Boris Said                              | Panoz Esperante                    |                                    |
| 2003      | Jaguar                  | Scott Pruett                            | Jaguar XK                          | Rocketsports                       |
| 2004      | Jaguar                  | Paul Gentilozzi                         | Jaguar XK                          | Rocketsports                       |
| 2005      | Jaguar                  | Klaus Graf                              | Jaguar XK                          | Rocketsports                       |
| 2006      | Cancelado.              | Cancelado.                              | Cancelado.                         | Cancelado.                         |
| 2007-2008 | No se disputó.          | No se disputó.                          | No se disputó.                     | No se disputó.                     |
| 2009      | Jaguar                  | Tomy Drissi                             | Jaguar XK                          | Rocketsports                       |
| 2010      | Chevrolet               | Tony Ave                                | Chevrolet Corvette                 | Lamers                             |
| 2011      | Chevrolet               | Tony Ave                                | Chevrolet Corvette                 | Lamers                             |
| 2012      | Chevrolet               | TA: Simon Gregg                         | Chevrolet Corvette                 | Derhaag Motorsports                |
| 2012      | Chevrolet               | TA2: Bob Stretch                        | Chevrolet Camaro                   | Fix Rim Mobile Wheel Repair        |
| 2012      |                         | GGT: Chuck Cassaro                      | Panoz Esperante GTS                | Cassaro Racing                     |
| 2013      | Chevrolet               | TA: Doug Peterson                       | Chevrolet Corvette                 | Tony Ave Racing                    |
| 2013      | Chevrolet               | TA2: Cameron Lawrence                   | Chevrolet Camaro                   | Miller Racing                      |
| 2013      | Porsche                 | TA3-American Muscle: Chuck Cassaro      | Ford Mustang                       | Cassaro Racing                     |
| 2013      | Porsche                 | TA3-International: C. David Seuss       | Porsche 996 GT3                    |                                    |
| 2014      | Chevrolet               | TA: Doug Peterson                       | Chevrolet Corvette                 | Tony Ave Racing                    |
| 2014      | Chevrolet               | TA2: Cameron Lawrence                   | Dodge Challenger                   | Miller Racing                      |
| 2014      | Chevrolet               | TA3-American Muscle: Ernie Francis, Jr. | Chevrolet Camaro                   | Breathless Performance Racing      |
| 2014      | Chevrolet               | TA3-International: Jerry Greene         | Porsche 996 Cup                    | Temp Air                           |
| 2015      | Chevrolet               | TA: Amy Ruman                           | Chevrolet Corvette                 | Ruman Racing                       |
| 2015      | Chevrolet               | TA2: Gar Robinson                       | Chevrolet Camaro                   | Robinson Racing                    |
| 2015      | Chevrolet               | TA3-American Muscle: Ernie Francis, Jr. | Chevrolet Camaro                   | Breathless Performance Racing      |
| 2015      | Dodge                   | TA3-International: Lee Saunders         | Dodge Viper                        | V10 PWR Racing                     |

## Pilotos destacados
1966-1988
| Piloto                 | Títulos | Victorias |
| ---------------------- | ------- | --------- |
| Mark Donohue           | 3*      | 29        |
| Willy T. Ribbs         | 0       | 17        |
| Greg Pickett           | 1       | 13        |
| George Follmer         | 2       | 12        |
| Peter Gregg            | 2       | 12        |
| Scott Pruett           | 1       | 11        |
| Wally Dallenbach Jr.   | 2       | 9         |
| Elliot Forbes-Robinson | 1       | 8         |
| Hurley Haywood         | 1       | 7         |
| Parnelli Jones         | 1*      | 7         |
| John Paul Sr.          | 1       | 7         |
| Jerry Titus            | 1*      | 7         |

- *: Títulos retroactivos.